# Her Adopted Mother
Her Adopted Mother è un cortometraggio muto del 1915. Il nome del regista non viene riportato nei credit del film che, prodotto e distribuito dalla Universal Film Manufacturing Company, aveva come interpreti Edna Maison, Ray Gallagher, May Benson, Beatrice Van.

## Trama
Sola, senza genitori né famiglia, Edna Ellis lavora per vivere, impiegata presso Charles Manville, un uomo di affari. Piuttosto carina, Edna piace molto al suo datore di lavoro, ma lei si rende conto che le intenzioni di Manville non sono troppo onorevoli e respinge le sue avances. Sempre più chiusa in sé stessa, Edna finisce per confidarsi con l'unica sua amica, la signora Wilson, che dirige un pensionato di vecchie signore. Lì, vive anche la vedova Manville, la madre di Charles, trascurata dal figlio e senza altri parenti. La signora Wilson, pensando al caso dell'amica, suggerisce alla vecchia signora di rivolgere i suoi affetti verso qualcun altro e le propone di adottare la povera Edna, che non ha nessuno, proprio come lei. Dapprima titubante, la signora Manville finisce per aderire alla proposta, accettando di fare una prova per vedere se la cosa potrà funzionare. Si fa portare in casa di Edna (in quel momento assente perché al lavoro) dove si accomoda su una sedia a dondolo con il lavoro a maglia in mano, aspettando il ritorno della ragazza. Quando Edna entra e la vede, è colta dalla commozione perché le sembra di rivedere di nuovo la madre defunta. Corre verso la donna e l'abbraccia. L'esperimento è riuscito e le due donne sole hanno ritrovato insieme il calore di una famiglia. Anche il carattere di Edna cambia e ora si dimostra molto meno scontrosa con Manville che sembra recepire quel cambiamento, pur se insiste ancora nelle sue attenzioni verso di lei. Un giorno, Edna acconsente che lui venga a casa sua. Entrando, l'uomo vede una vecchietta: con un grido di gioia riconosce la madre e l'abbraccia. La famiglia sembra ricomposta, la solitudine fugata e si intravede un futuro migliore per tutti e tre i protagonisti della storia.

## Produzione
Il film fu prodotto dalla Universal Film Manufacturing Company (come Big U).

## Distribuzione
Distribuito dalla Universal Film Manufacturing Company, il film uscì nelle sale statunitensi il 9 marzo 1915.